# Мераб Костава
Мераб Іванович Костава (груз. მერაბ ივანეს ძე კოსტავა; 26 травня 1939, Тбілісі — 13 жовтня 1989) — грузинський дисидент, музикант і поет. Один з лідерів руху за відокремлення Грузії від СРСР наприкінці 1980-х рр.

## Біографія
Мераб Костава народився в 1939 році, в Тбілісі, у родині Івана Христофоровича Костава та Ольги Володимирівни Демурія. Його дід Владимер Демурія — відомий громадський діяч, учитель.
У формуванні особистості Мераба Костави, разом з дідом та батьками, зіграв велику роль дядько, Григол Христофорович Костава, відомий актор (перший чоловік Медеї Джапарідзе) та колишній політв'язень, який був депортований до Сибіру за політичну активність. Його волелюбні ідеї з дитинства формували Мераба як героя, що бореться за незалежність Грузії, проти тоталітарного режиму.
У 1946 році його віддали в 1-шу міську середню школу для хлопчиків у Тбілісі, де він познайомився зі Звіадом Гамсахурдіа. У Мераба виявилися хороші музичні дані, і з 9-го класу його перевели в музичне училище імені З. Паліашвілі.
У 1958 році Костава закінчив школу і вступив в Тбіліську консерваторію. Закінчив Тбіліську консерваторію в 1962. У 1962—1977 роках — викладач музичної школи у 2-му музичному училищі та в музичній школі № 58 в Тбілісі. З 1967 року був редактором журналу груз. ქართული ენა და ლიტერატურა სკოლაში («Картулі ена да література сколаші», «Грузинська мова і література в школі»).
У 1973 році Костава і Гамсахурдіа заснували Ініціативну групу із захисту прав людини. У 1976 році Костава — один із засновників Грузинської Гельсінкської групи (у 1989 році перейменована на Грузинська гельсінська спілка). З 1975 року — член Amnesty International.

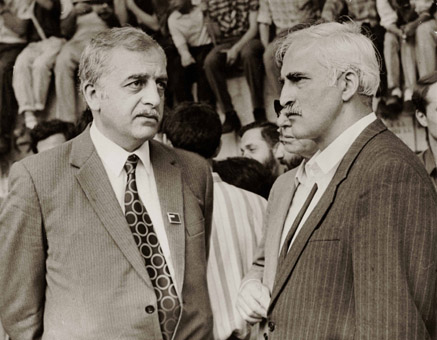
Лідери грузинського національного руху: Звіад Гамсахурдія і Мераб Костава. Тбілісі, 1988 рік

У 1977 році Костава і Гамсахурдіа були арештовані. Гамсахурдіа після офіційного покаяння був помилуваний. Костава відбував ув'язнення в Сибіру, термін продовжувався двічі, випущений в 1987 році. Після звільнення працював у журналі «Балавери» (Грузинська мова і література в школі). З Гамсахурдіа в 1978 році були номіновані на Нобелівську премію миру Конгресом США. У 1988 році Костава — один із засновників Товариства Святого Іллі Праведника (Іллі Чавчавадзе). Був апологетом ідеї нового розуміння Євангелія. Планував здійснити свій переклад Євангелія на грузинську мову. Був організатором багатьох виступів, в тому числі демонстрації 9 квітня 1989 р. у Тбілісі, що закінчилася жорстким розгоном демонстрації радянськими військами.
Під час телебачення влітку 1989 року Мераб Костава сказав: «Якщо ми сьогодні не зможемо знайти спільну мову, може настати час непередбаченої темряви, коли ми будемо засліплені одне одним, і не можемо знайти один одного».
Був активним учасником «Самвидаву», одним із видавців підпільної газети «Окрос сацмиси» («Золоте руно»). Автор низки наукових праць і літературних творів. Підтримував активні контакти з Андрієм Сахаровим.
Загинув в автокатастрофі за неясних обставин біля села Борити (нині Харагаульский муніципалітет).

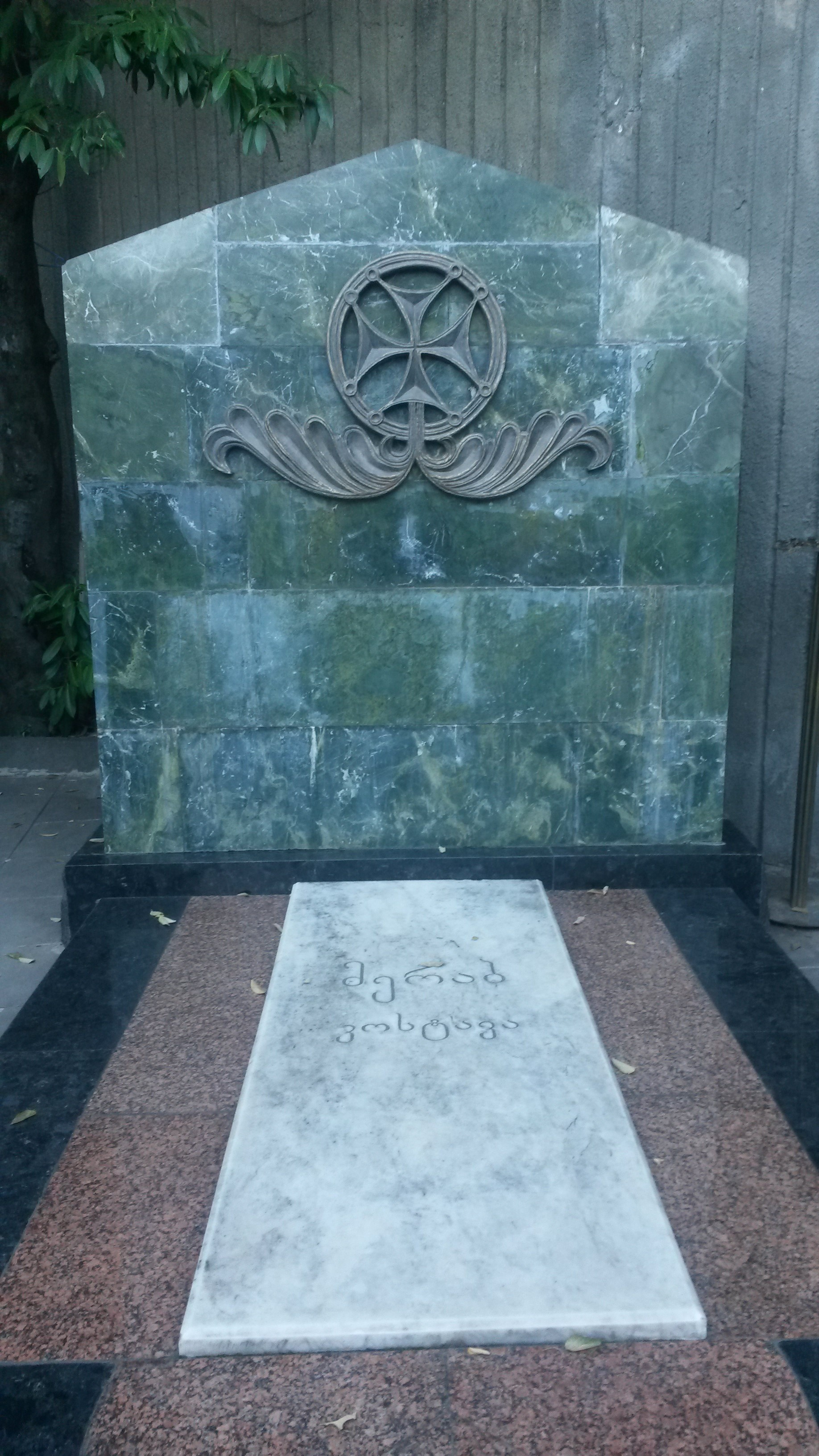
Могила М. Костави

Похований у Пантеоні громадських діячів на горі Мтацмінда, на місці його загибелі встановлено меморіал.
У 2013 році посмертно нагороджений орденом Національного героя.
Іменем Костави названа вулиця в Тбілісі (колишня — Леніна), в Батумі, а також в селі Шиндісі.